# Fátima (Tocantins)
Fátima is een gemeente in de Braziliaanse deelstaat Tocantins. De gemeente telt 4.123 inwoners (schatting 2009).